# Okres Nový Jičín

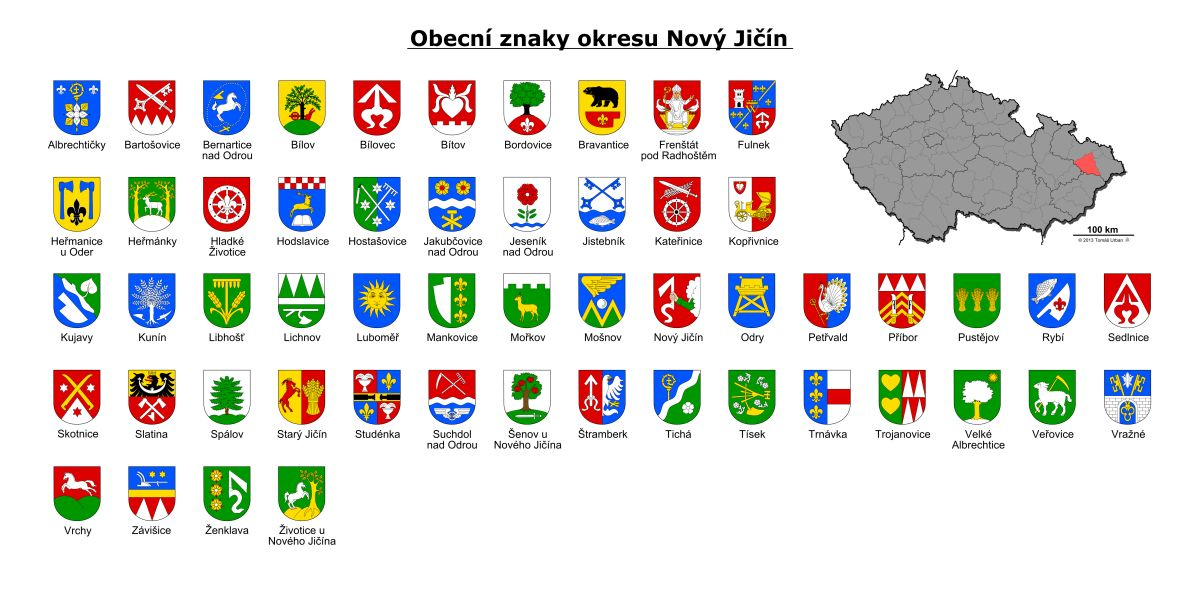
Přehled obecních znaků okresu Nový Jičín

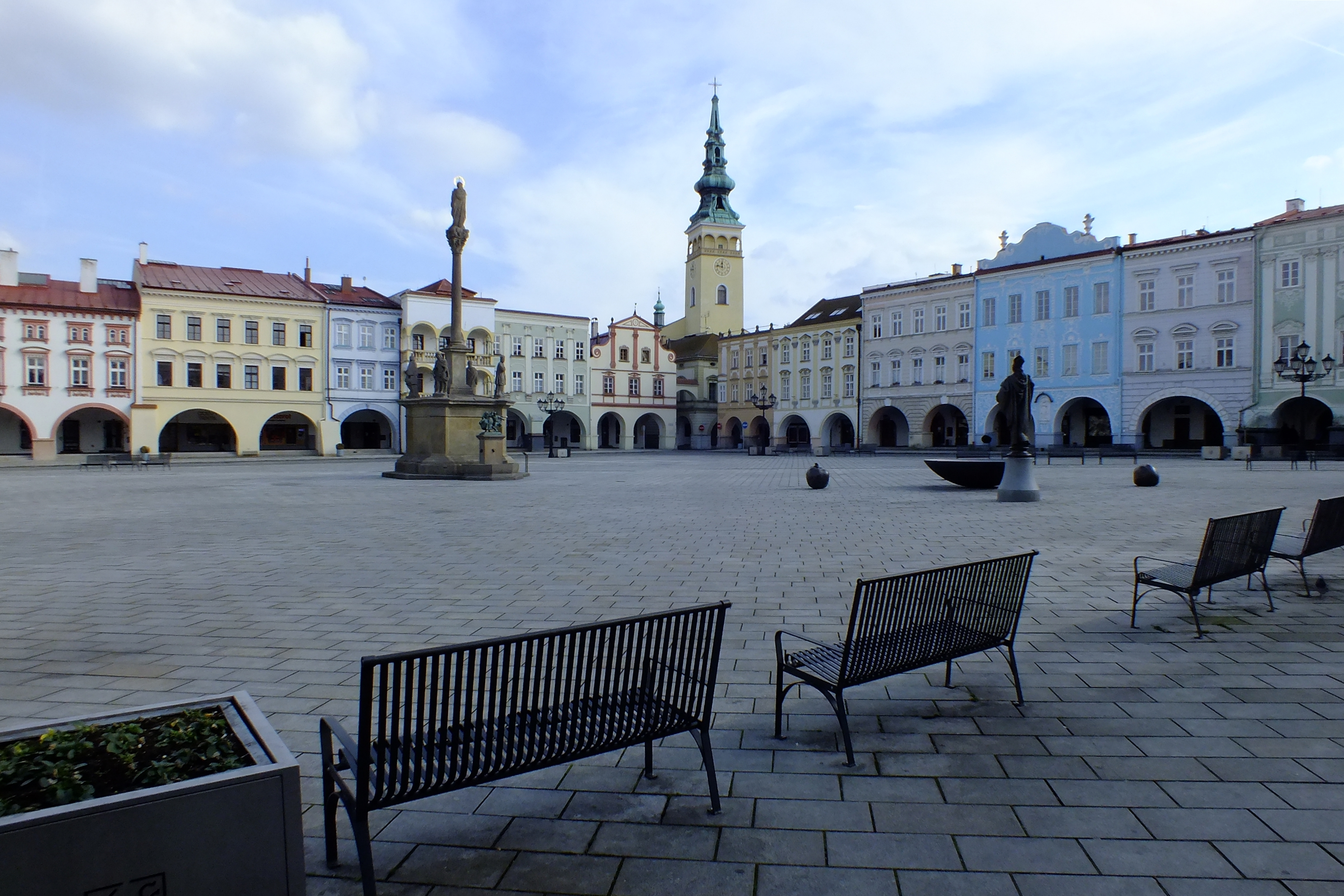
Centrum okresního města

Okres Nový Jičín je okres v Moravskoslezském kraji. Jeho dřívějším sídlem bylo město Nový Jičín.
V rámci kraje sousedí na severozápadě s okresem Opava, na severu s okresem Ostrava-město a na severovýchodě s okresem Frýdek-Místek. Dále pak na jihu sousedí s okresem Vsetín Zlínského kraje a na jihozápadě a západě pak s okresy Přerov a Olomouc Olomouckého kraje.

## Struktura povrchu
K 31. prosinci 2003 měl okres celkovou plochu 917,76 km², z toho:
- 65,46 % zemědělských pozemků, které ze 74,59 % tvoří orná půda (48,83 % rozlohy okresu)
- 34,54 % ostatní pozemky, z toho 65,5 % lesy (22,62 % rozlohy okresu)

## Demografické údaje
Data k 30. červnu 2005:
| Popis          | Celkem  | Ženy           | Muži           |
| -------------- | ------- | -------------- | -------------- |
| počet obyvatel | 159 225 | 81 205 51,00 % | 78 020 49,00 % |
| průměrný věk   | 38,5    | 39,9           | 37,0           |

- hustota zalidnění: 173 ob./km²
- 68,15 % obyvatel žije ve městech

| Pořadí | Město                  | Počet obyvatel[kdy?][zdroj⁠?!] | ORP                    |
| ------ | ---------------------- | ----------------------------- | ---------------------- |
| 1.     | Nový Jičín             | 23 260                        | Nový Jičín             |
| 2.     | Kopřivnice             | 21 851                        | Kopřivnice             |
| 3.     | Frenštát pod Radhoštěm | 10 837                        | Frenštát pod Radhoštěm |
| 4.     | Studénka               | 10 012                        | Bílovec                |
| 5.     | Příbor                 | 8 476                         | Kopřivnice             |
| 6.     | Bílovec                | 7 394                         | Bílovec                |
| 7.     | Odry                   | 7 285                         | Odry                   |
| 8.     | Fulnek                 | 5 592                         | Odry                   |
| 9.     | Štramberk              | 3 464                         | Kopřivnice             |

## Doprava

### Silniční
Okresem prochází dálnice D1 a krátký úsek dálnice D48. Ze silnic I. třídy tudy vedou I/47, I/48, I/57 a I/58.
Silnice II. třídy jsou: II/441, II/442, II/463, II/464, II/465, II/480, II/482, II/483, II/486, II/647 a II/648.

### Železniční
Okresem prochází II. a III. železniční koridor (tj. trať Přerov–Bohumín), dále trať Ostrava – Valašské Meziříčí a vedlejší tratě Suchdol nad Odrou – Budišov nad Budišovkou, Suchdol nad Odrou – Fulnek, Suchdol nad Odrou – Nový Jičín, Studénka–Bílovec a Studénka–Veřovice. Do svého zrušení v roce 2010 se v okrese nacházela ještě železniční trať Hostašovice – Nový Jičín horní nádraží.

### Letecká
V okrese se nachází Letiště Leoše Janáčka Ostrava.

### MHD
Městská hromadná doprava se nachází ve městech Nový Jičín a Studénka, uvažuje se o Kopřivnici a Frenštátě pod Radhoštěm.

## Seznam správních obvodů obcí s rozšířenou působností
Okres se skládá ze pěti správních obvodů obcí s rozšířenou působností, které jsou shodné se správními obvody obcí s pověřeným úřadem:
- Nový Jičín
- Kopřivnice
- Odry
- Bílovec
- Frenštát pod Radhoštěm

## Seznam obcí a jejich částí
Města jsou uvedena tučně, městyse kurzívou, části obcí malince.
Albrechtičky •
Bartošovice (Hukovice) •
Bernartice nad Odrou •
Bílov •
Bílovec (Bravinné • Lhotka • Lubojaty • Ohrada • Stará Ves • Výškovice) •
Bítov •
Bordovice •
Bravantice •
Frenštát pod Radhoštěm •
Fulnek (Děrné • Dolejší Kunčice • Jerlochovice • Jestřabí • Jílovec • Kostelec • Lukavec • Pohořílky • Stachovice • Vlkovice) •
Heřmanice u Oder (Véska) •
Heřmánky •
Hladké Životice •
Hodslavice •
Hostašovice •
Jakubčovice nad Odrou •
Jeseník nad Odrou (Blahutovice • Hrabětice • Hůrka • Polouvsí) •
Jistebník •
Kateřinice •
Kopřivnice (Lubina • Mniší • Vlčovice) •
Kujavy •
Kunín •
Libhošť •
Lichnov •
Luboměř (Heltínov) •
Mankovice •
Mořkov •
Mošnov •
Nový Jičín (Bludovice • Kojetín • Loučka • Nový Jičín • Straník • Žilina) •
Odry (Dobešov • Kamenka • Klokočůvek • Loučky • Pohoř • Tošovice • Veselí • Vítovka) •
Petřvald (Petřvaldík) •
Příbor (Hájov • Prchalov) •
Pustějov •
Rybí •
Sedlnice •
Skotnice •
Slatina (Nový Svět) •
Spálov •
Starý Jičín (Dub • Heřmanice • Janovice • Jičina • Palačov • Petřkovice • Starojická Lhota • Vlčnov) •
Studénka (Butovice • Nová Horka) •
Suchdol nad Odrou (Kletné) •
Šenov u Nového Jičína •
Štramberk •
Tichá •
Tísek •
Trnávka •
Trojanovice •
Velké Albrechtice •
Veřovice •
Vražné (Emauzy • Hynčice) •
Vrchy •
Závišice •
Ženklava •
Životice u Nového Jičína

### Změna hranice okresu
Do 1. ledna 2007 byly v okrese Nový Jičín také obce:
- Klimkovice – poté okres Ostrava-město
- Olbramice – poté okres Ostrava-město
- Vřesina – poté okres Ostrava-město
- Zbyslavice – poté okres Ostrava-město

## Řeky
- Odra
- Bílovka
- Jičínka
- Lubina
- Luha
- Tichávka